# Каравас
Карава̀с (на гръцки: Καραβάς; на турски: Alsancak) е град в Кипър, окръг Кирения. Според статистическата служба на Северен Кипър през 2011 г. има 6597 жители.
Де факто е под контрола на непризнатата Севернокипърска турска република.